# 모차그로냐
모차그로냐(이탈리아어: Mozzagrogna)는 이탈리아 아브루초주 키에티도에 있는 코무네이다.